# Academia de Música (Filadelfia)
En Filadelfia, la Academia de Música es la sede de la Ópera de Filadelfia (fundada en 1975) y propiedad de la Orquesta de Filadelfia, con la nueva sede en el Kimmel Center. Inaugurada en 1857, es la casa de ópera más antigua de los Estados Unidos cuyo edificio se usa para el propósito original. Creación de los arquitectos LeBrun y Rungé, tiene capacidad para 2800 espectadores.
Por su escenario han pasado figuras como Chaikovski, Strauss, Rajmáninov, Saint-Saëns, Mahler, Pietro Mascagni, y en 1907 una representación de Madama Butterfly, con Enrico Caruso y Geraldine Farrar, con la presencia de Puccini.